# Круглый рынок
Кру́глый ры́нок — памятник архитектуры XVIII века в Петербурге, возведённый по проекту Джакомо Кваренги в 1790 году.
Здание является одним из самых старинных рынков города.
Градостроительная и архитектурная ценность объекта определяется этапом развития парадной застройки набережных рек и каналов в центральной части Петербурга.
Каменное здание рынка в плане — треугольное, но с закруглёнными краями, что и определило его название, занимает весь квартал между Круглым переулком, Аптекарским переулком и набережной Мойки.

## История
Первоначально рынок назывался Финским (по находившейся неподалёку финской церкви, в середине XVIII века — Харчевым и с конца XVIII века — Круглым).
Территория, на которой сейчас располагается здание, была застроена с начала XVIII века. В то время она представляла собой рыночную площадь, на которой был расположен Харчевый рынок. Основными покупателями рынка были жители расположенных в непосредственной близости слобод — Немецкой и Греческой. Основная часть товаров доставлялась на рынок по воде — по реке Мойке (в те годы она называласть Мья). Харчевый рынок сгорел в 1732 году, но на реке Мойке до сих пор сохранился гранитный спуск у здания рынка.

### Аптекарская площадь и Круглый рынок
Площадь, возникшую на месте сгоревшего рынка стала называться Аптекарской. Это название произошло от названия Аптекарского переулка и от здания придворной аптеки, находившейся на углу Аптекарского переулка и Миллионной улицы. На площади к 1782 году было построено деревянное круглое здание рынка, с тех пор рынок носит современное название.
В 1785—1790 годах по проекту архитектора Джакомо Кваренги было построено каменное здание, сохранившееся до сих пор.
Постройка унаследовала функциональное назначение предшествующих строений. Новый рынок включал в себя 21 лавку, они сдавались в аренду частным торговцам. Торговые помещения были образованы поперечными стенами, вход посетителей в которые осуществлялся из галереи, на которую попадали по наружным лестницам. Основу ассортимента рынка составляло продовольствие — шла продажа мяса, овощей, молока.
Круглым рынком пользовалась семья Александра Сергеевича Пушкина, съёмная квартира которой находилась недалеко от рынка. Записи о долгах семьи купцам рынка сохранились в долговых списках.
В этом же здании находились складские помещения, доступ в которые осуществлялся через проезд во двор рынка с одной из сторон здания.
Хронологически отчёты о ремонтах отдельных лавок начавшись в 1850-е годы, завершаются в 1914 году.
В комплекс Круглого рынка также входили дома № 1-3 по Круглому переулку и дом № 5 по реке Мойке. Эти здания были построены в конце XVIII — начале XIX века и впоследствии перестраивались; позже — в 1920-х годах — они были переоборудованы в жилые здания.

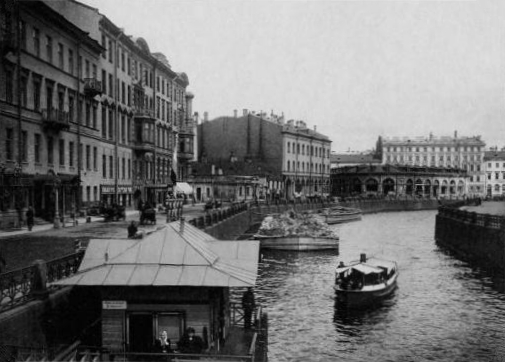
Фотография Карла Буллы конца XIX века
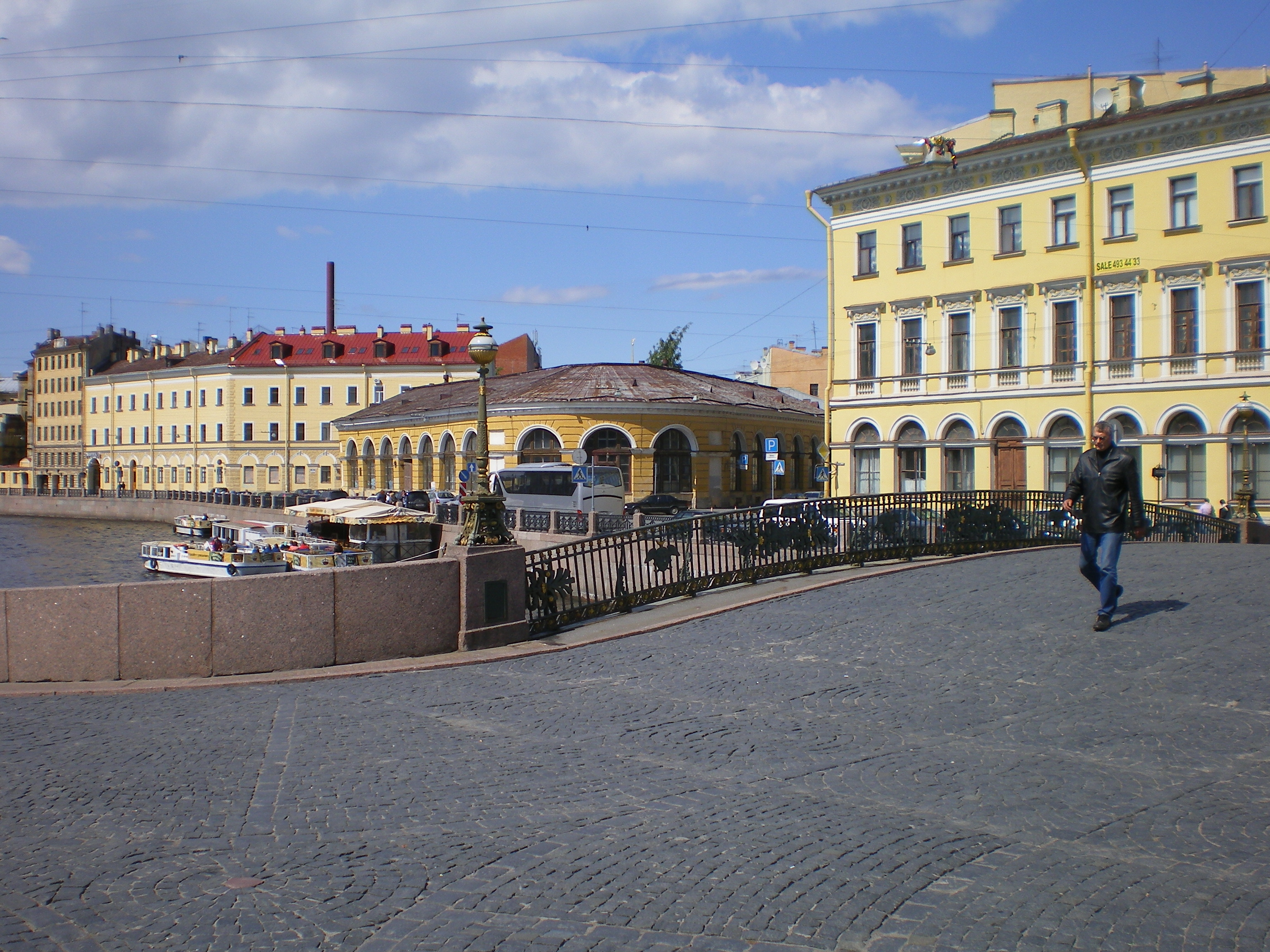
Вид на здание рынка с Тройного моста, за ним — дома № 1-3 по Круглому переулку и дом № 5 по набережной реки Мойки, спуск к реке скрыт прогулочными судами
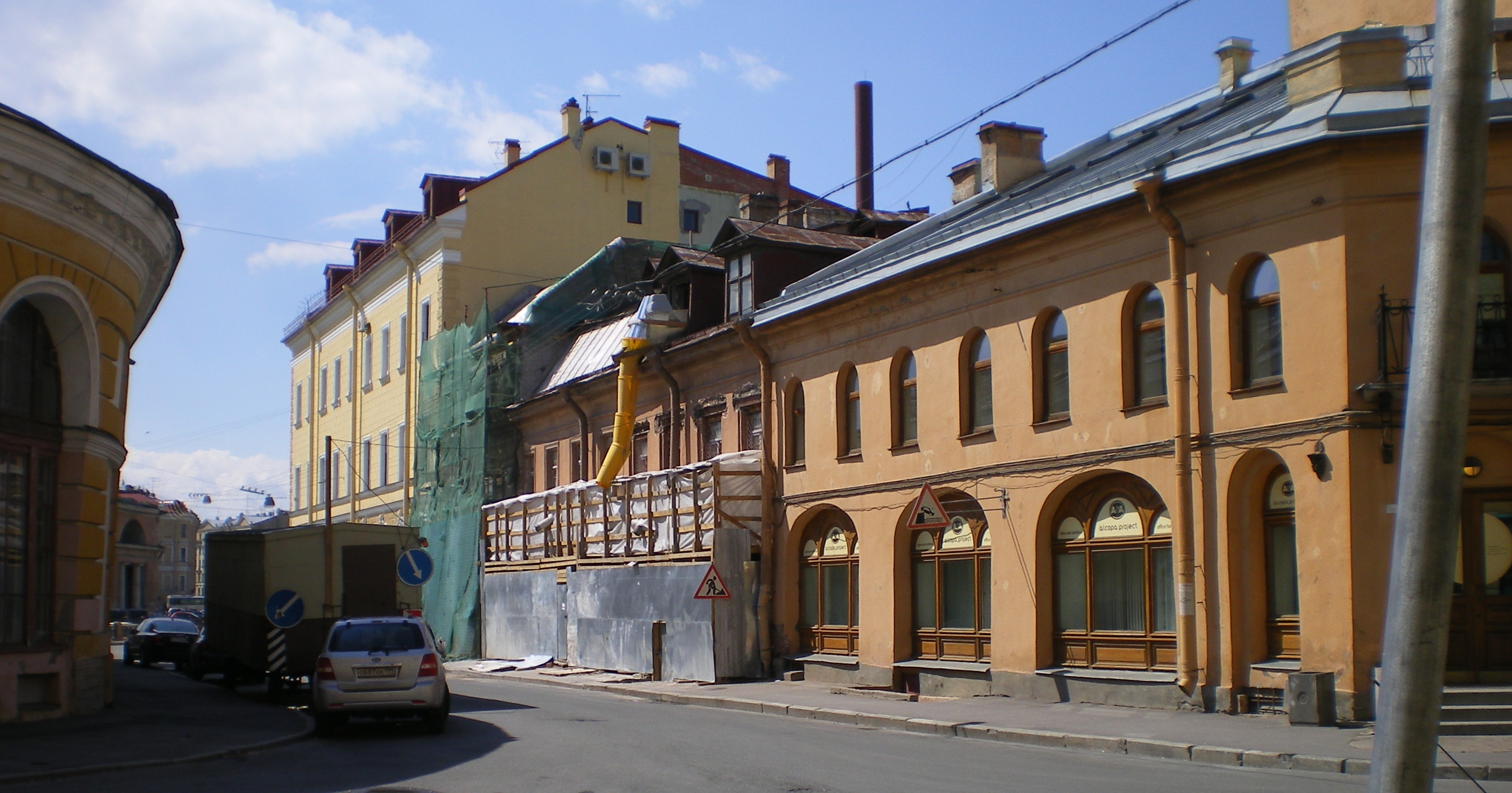
Торговые ряды на противоположной стороне Круглого переулка

### Сохранность и реставрации
В начале 1930-х годов здание Круглого рынка было перестроено под жильё, в результате перестройки архитектурный облик здания был значительно преобразован: наружная галерея рынка была закрыта окнами, в юго-восточной части была возведена трёхэтажная пристройка, со стороны двора были пристроены обходные коридоры-галереи, а также разрушены участки продольных стен.
В 1969 году было принято решение о проведении реставрации здания с возвращением исторического вида.
В 1970—1971 годах капитальный ремонт был проведён, но был выполнен не весь объём работ.
После этого в 1970-е годы в здании размещалось швейное предприятие «Ленинградодежда».
Историческое здание в очередной раз подверглось изменениям — вся наружная аркада была полностью застеклена.
В конце 2006 года городскими властями в лице Совета по сохранению культурного наследия при правительстве Петербурга рассматривалась идея реставрации рынка.
Заказчиком работ выступало ООО «Совкомфлот», вопрос рассматривался на заседании совета 9 ноября 2006 года.
По результатам проведённой экспертизы, техническое состояние здания было признано удовлетворительным. Для восстановления был рекомендован реставрационный режим при сохранении предметов охраны (исторических границ и исторической разбивки капитальных стен здания). Экспертное заключение было признано недостаточным и отправлено на доработку.
Власти предложили определить функциональное назначение здания после реставрации, а также сроки и стоимость работ.
В 2010 году в здании разместилась штаб-квартира ОАО «Совкомфлот». Круглый рынок был отреставрирован и восстановлен снаружи. Работы по обустройству интерьеров с 2012 года выполняла для судоходной компании студия дизайна и архитектуры FISHEYE Design & Architecture. Имеющуюся планировку архитекторы не изменяли.